# Nguyễn Đăng Lợi
Nguyễn Đăng Lợi là Thiếu tướng Công an nhân dân Việt Nam đã nghỉ hưu. Ông nguyên là Giám đốc Công an tỉnh Bắc Ninh.

## Tiểu sử
Nguyễn Đăng Lợi là đảng viên Đảng Cộng sản Việt Nam.
Ông nguyên là Ủy viên Ban thường vụ Tỉnh ủy Bắc Ninh, Giám đốc Công an tỉnh Bắc Ninh.
Ông còn là Ủy viên Ủy ban nhân dân tỉnh Bắc Ninh nhiệm kì 2011-2016.
Chiều ngày 8 tháng 5 năm 2015, Nguyễn Đăng Lợi nhận quyết định nghỉ chờ hưu. Chức vụ cuối cùng của ông là Giám đốc Công an tỉnh Bắc Ninh, mang quân hàm Thiếu tướng.

## Lịch sử thụ phong quân hàm
- Đại tá
- Thiếu tướng (2013)

## Khen thưởng
- Huân chương Bảo vệ Tổ quốc hạng Nhì (nhận ngày 6 tháng 9 năm 2013)[6]